# Chaliella anicanella
Chaliella anicanella är en fjärilsart som beskrevs av Charles Théophile Bruand d’Uzelle 1850. Chaliella anicanella ingår i släktet Chaliella och familjen Heterogynidae. Inga underarter finns listade i Catalogue of Life.